# I'm Still Alive
I'm Still Alive är en låt framförd av den slovakiska tjejduon TWiiNS. Låten representerade Slovakien vid Eurovision Song Contest 2011 i Düsseldorf, Tyskland. Låten valdes internt av Slovakiens nationella tv-bolag STV. Låten är skriven av Bryan Todd, Sandra Nordström och Branislav Jancich.